# 金氏管巢蛛
金氏管巢蛛（学名：Clubiona kimyongkii）为管巢蛛科管巢蛛属的动物。分布于朝鲜、俄罗斯以及中国大陆的辽宁等地，多栖息于植物叶包。该物种的模式产地在朝鲜。